# Big Hawk
Big HAWK, bürgerlich John Edward Hawkins (* 15. November 1969 in Houston, Texas; † 1. Mai 2006 ebenda), war ein US-amerikanischer Rapper und Mitglied des Rapkollektivs Screwed Up Click.

## Biografie
Big HAWK wurde über die Underground-Rap-Szene von Houston hinaus bekannt und war Mitglied der von DJ Screw gegründeten Screwed Up Click. Gastauftritte (Features) auf diversen Mixtapes von Rappern wie Paul Wall, Lil’ Flip, Z-Ro, E.S.G., Lil' Keke und Big Pokey steigerten seinen Bekanntheitsgrad.
Besonders bekannt wurde Big Hawk durch sein Feature auf Lil'Troys Hit-Single „Wanna Be A Baller“. Im Jahre 2000 veröffentlichte er sein Soloalbum, das unter dem Titel Under Hawk's Wings erschien. Nach DJ Screws Tod im November 2000 war Big H.A.W.K. hauptverantwortlich für das Fortbestehen der Screwed Up Click und am Leben halten von DJ Screws Vermächtnis, weshalb er ehrfürchtig the five-star general of the Screwed Up Click genannt wurde. 
Am 1. Mai 2006 wurde Hawk erschossen. Für die Tat konnten keine Zeugen gefunden werden. Sein jüngerer Bruder Fat Pat, ebenfalls Mitglied der Screwed Up Click, war acht Jahre zuvor ebenfalls erschossen worden. Die Beerdigung des Rappers fand am 8. Mai 2006 statt.

### Diskografie
- 2000: Under Hawk's Wings
- 2002: HAWK
- 2003: A Bad Azz Mix Tape II
- 2004: Wreckin' 2004 (mit Lil Keke)
- 2006: Since The Gray Tapes Vol. 4
- 2007: Endangered Species